# Steven De bruyn
Steven De bruyn (Zolder, 1968) (soms gespeld als Bruyn) is een Belgisch mondharmonicaspeler die winnaar werd in de categorie "Beste muzikant" tijdens de ZAMU Awards in 2004 en genomineerd werd in de categorie "beste muzikant" tijdens de Music Industry Awards 2011. De bruyn heeft een collectie van ongeveer tweehonderd mondharmonica's. Hij speelt tevens omnichord, een elektronisch klankbord dat in 1981 werd uitgegeven door Suzuki Musical Instrument Corporation.

## Carrière
De bruyn begon pas mondharmonica te spelen toen hij 21 jaar oud was en sociologie studeerde, een studie die hij afbrak om zich te kunnen wijden aan de mondharmonica. Later studeerde hij informatica in het Engelse Kingston upon Hull.
Midden jaren negentig begon hij op te treden, eerst als begeleider van blueszanger Roland, met wie hij heel zijn verdere carrière zou blijven samenwerken. In 1996 richtte De bruyn de bluesrockgroep El Fish op, die in 1998 een ZAMU Award won als "beste live-act", en (met Roland) in 2001 een prijs in de categorie "beste roots".
Na het uiteenvallen van El Fish richtte hij in 2003 The Rhythm Junks op, dat eerst een septet was, maar momenteel een trio is met verder Jasper Hautekiet (bas), Tony Gyselinck (drums). Met deze band toerde hij de wereld rond en speelde hij onder meer in Japan en China.
In 2010 bracht hij met Roland en Tony Gyselinck het album Fortune Cookie uit. Een jaar later verscheen het album Live @ Radio 1, dat echter slechts in een beperkte oplage van tweehonderd vinylexemplaren werd gedrukt.
In 2015 vormde hij het duo Stevo & Derek (van Derek & the Dirt).
In 2020 bracht De bruyn met The Eternal Perhaps een eerste album onder eigen naam uit. Op het album zijn gastrollen weggelegd voor o.a. Annelies Van Dinter (bekend van Echo Beatty en Pruillip) en compagnon de route Jasper Hautekiet. In 2022 verscheen een eerste gezamenlijk album van Hautekiet en De bruyn: Aanhou Geraas Maak. In 2025 volgde een tweede album: Fuzzy Boundaries.
De bruyn schrijft regelmatig muziek voor theater en film. Met El Fish werkte hij in 2000 aan de muziektheaterproductie A12 van het Alibi-collectief, o.a. opgevoerd onder de A12 in Wilrijk. In 2007 creëerde hij samen met Sarah Yu Zeebroek voor Jeugd & Muziek de kleutervoorstelling Krakende Verhaaltjes . Steven schreef de soundtrack voor de Vlaamse komische film Los Flamencos (2013) van Daniel Lambo. In 2014 werkte hij mee aan Rosie en Moussa, de brief van papa, een kindertheatervoorstelling van Michael De Cock (Droomedaris-Rex & 't Arsenaal). In 2018 creëerde hij samen met de Japanse muzikante Tsubasa Hori muziek voor De Wereld van Theater Stap. Een jaar later werkte hij mee aan Paradise Blues van Jessa Wildemeersch (les yeux bleus & het nieuwstedelijk - 2019). In 2024 tekende hij voor de live soundtrack van ALABAMA van Fien Leysen (BERLIN in coproductie met theater arsenaal - 2024).

## Selectieve discografie[22]
- 1996: El Fish - Blue Coffee (HKM)
- 1998: El Fish - Rewinder (Rana)
- 1999: El Fish - Hooked (Rana)
- 2000: El Fish - Wisteria (Rana)
- 2000: El Fish & Geert Waegeman - A12 (Rana)
- 2001: El Fish & Roland - Waterbottle (Rana)
- 2004: The Rhythm Junks - Virus B-23 (HKM)
- 2007: The Rhythm Junks - Pop Off (Petrol)
- 2008: Sahara Blues - Sahara Blues (Rana)
- 2010: Steven De bruyn, Tony Gyselinck & Roland Van Campenhout - Fortune Cookie (Munich Records)
- 2013: The Rhythm Junks - Beaten Borders (Gentle Records)
- 2016: The Rhythm Junks - It takes a while (N.E.W.S.)
- 2018: Muze Jazz Orchestra feat. Steven De bruyn - New Horizons (Muze Jazz Orchestra)
- 2020: Steven De bruyn - The Eternal Perhaps (Dox records/Musicmania)
- 2022: Steven De bruyn & Jasper Hautekiet - Aanhou Geraas Maak (EF Records)
- 2025: Steven De bruyn & Jasper Hautekiet - Fuzzy Boundaries (EF Records)

1. ↑  Steven De bruyn | officiële website. stevendebruyn.com. Gearchiveerd op 28 december 2019. Geraadpleegd op 28 december 2019.
2. ↑  Officiële facebookpagina
3. ↑  Steven De Bruyn, Geert Waegeman en Toon Derison improviseren
4. ↑  Een beetje harmonica per dag houdt de dokter ver af, Radio 1 9 juli 2014
5. ↑  Gelukkig bestaat er maar één Steven De bruyn, Het Nieuwsblad 27 februari 2013
6. ↑  Biography. Gearchiveerd op 24 september 2015. Geraadpleegd op 30 juni 2015.
7. ↑  Herboren Rhyth Kings, Cobra.be 25 februari 2013
8. ↑  Rhythm Junks theatertoer, Radio 1 8 januari 2009
9. ↑  Live @ Radio 1, Muziekcentrum Vlaanderen
10. ↑  Stevo & Derek
11. ↑  Derek viert 25 jaar Derek (2): Met Steven De bruyn in Charlatan, Het Nieuwsblad 16 februari 2015
12. ↑  Steven De Bruyn – The Eternal Perhaps. Jazz'halo. Geraadpleegd op 13 februari 2024.
13. ↑  Cleen, Philippe De, Steven De Bruyn & Jasper Hautekiet – Aanhou Geraas Maak (★★★★): Speelplezier voorop. Dansende Beren (4 februari 2022). Geraadpleegd op 13 februari 2024.
14. ↑  Cornand, Bart, De grote sprong van Steven De bruyn en Jasper Hautekiet: ‘Wij zijn praktische jongens’. Focus (24 januari 2025). Geraadpleegd op 16 februari 2025.
15. ↑  VTI - Productions - A 12 (2000-2001-podiumproductie). data.kunsten.be. Geraadpleegd op 29 februari 2024.
16. ↑  Dochter Kamagurka brengt Krakende Verhalen. De Standaard (14 september 2007). Geraadpleegd op 29 februari 2024.
17. ↑  Los Flamencos (2013) - IMDb. Geraadpleegd op 29 februari 2024.
18. ↑  Rosie en Moussa, de brief van papa
19. ↑  De Wereld - Theater Stap!. www.theaterstap.be. Geraadpleegd op 29 februari 2024.
20. ↑  Jessa Wildemeersch. www.jessa.be. Geraadpleegd op 13 februari 2024.
21. ↑  ALABAMA. BERLIN. Geraadpleegd op 13 februari 2024.
22. ↑  WWW.MUZIEKARCHIEF.BE | Discografie Steven De bruyn. muziekarchief.be. Gearchiveerd op 29 februari 2024. Geraadpleegd op 29 februari 2024.